# Convento delle Oblate Ospitaliere Francescane di Monna Tessa
Il convento delle Oblate Ospitaliere Francescane di Monna Tessa si trova in piazza Giovanni Meyer, già piazza di Careggi, a Firenze.

## Storia e descrizione
La roccaforte merlata, detta torre di Careggi, appartenne ai Vecchietti, ai Temperani ed ai Medici. Nel 1936 vi si trasferirono dal loro convento in città le Oblate di Santa Maria Nuova, dopo il restauro effettuato da Giulio Cirri.
All'interno della loro Casa sono custoditi dipinti, affreschi staccati, sculture ed oggetti di oreficeria di epoche diverse provenienti dall'antica sede. Fra le altre, nelle sale del Capitolo, opere di Vincenzo Meucci, Antonio del Ceraiolo e una Croce dipinta attribuita a Giottino. Nella cappella, l'Assunta di Matteo Rosselli ed in sagrestia, tavole del Trecento e Quattrocento, una Madonna lignea policroma del Trecento, una Crocifissione della seconda metà del Duecento, un'Adorazione del Quattrocento. Nel refettorio, Crocifisso ligneo attribuito a Giuliano da Sangallo.